# منطقة ديندوري
ديندوري رمزها «DI» (بالإنجليزية: Dindori)‏ ، هو تقسيم إداري لدولة الهند تتبع ولاية مدية برديش (بالإنجليزية: Madhya  Pradesh)‏ ، مركزها هو مدينة ديندوري (بالإنجليزية: Dindori)‏ عدد سكانها حسب تعداد سنة 2001 هو 579,312 ، مساحتها 7,427 كم² وكثافة السكان 78 لكل كم² .